# Josep Puigbó i Valeri
Josep Puigbó i Valeri (Olot, 17 de febrer de 1958) és un periodista català.

## Biografia
Nascut el 17 de febrer de 1958 a Olot, la Garrotxa, es va iniciar en el món de la comunicació el 1973, amb només catorze anys col·laborant amb l'emissora Ràdio Olot, de la qual anys després acabaria sent director. Posteriorment, es llicencià en Ciències de la Informació per la Universitat Autònoma de Barcelona.
El 1983 fou nomenat director de Ràdio Costa Brava, càrrec que ocupà fins al 1989, any en què ingressà a Televisió Espanyola.
Al circuit català de TVE, primer va presentar L'informatiu matí l'estiu del 1989. A la tardor del mateix any, va presentar L'informatiu vespre. El setembre del 1990, es va incorporar a TV3 on va presentar el Telenotícies nit. Poc més tard, va passar al Telenotícies cap de setmana i després, el 1992, al Telenotícies migdia, fins al 1999. També va presentar el programa d'informació econòmica Diners el 1990. Va compaginar la seva tasca a TV3 amb diferents programes a Catalunya Ràdio. El 1999 va presentar el programa de debat polític del Canal 33 Àgora.
Entre 1999 i 2003 va ser director de la cadena de ràdio Ona Catalana.
Va retornar a TVE l'any 2001 per conduir la tertúlia política del programa "El debate" de La 2, tasca que desenvolupà fins a l'agost de 2003, moment en què substituí, juntament amb Letizia Ortiz, a Ana Blanco en la presentació de la primera edició del "Telediario", romanent en el lloc al setembre tot i la reincorporació de Blanco. Puigbó va continuar a TVE fins a la remodelació dels informatius operada per Fran Llorente l'agost de 2004.
El 2006 estrenà el programa Amics, coneguts i saludats a 8tv, la televisió privada del Grupo Godó a Catalunya. L'espai va ser retirat de la graella a finals de 2007 coincidint amb un canvi a la cúpula de la cadena. D'aleshores ençà, col·labora a la televisió privada Canal Català.
Des de 2001 formà part del patronat de la Fundació Catalunya Oberta, think tank català d'ideologia liberal, proper als postulats de Convergència i Unió. El seu darrer treball per a Televisió de Catalunya és (S)avis.

## Obra publicada
- Savis. Lluny del silenci i de la queixa (Meteora, 2014)